# 릴라 리

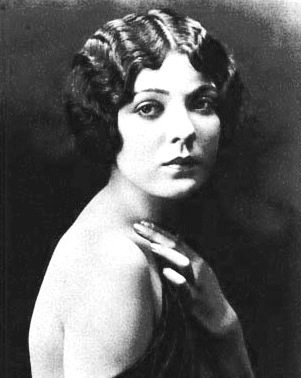

릴라 리(Augusta Wilhelmena Fredericka Appel, 1901년 7월 25일 ~ 1973년 11월 13일)는 미국의 연극 배우, 영화배우, 배우이다.